# Sanfedisme
Sanfedisme (de Santa Fede, "Santa Fe" en italià) era un moviment popular antirepublicà, organitzat pel cardenal Fabrizio Ruffo, que va mobilitzar camperols del Regne de Nàpols contra la República Partenopea del 1799, els seus objectius que culminen en la restauració del Regne borbònic de Nàpols sota Ferran I de les Dues Sicílies. El seu nom complet va ser l'Exèrcit de la Santa Fe en el nostre Senyor Jesucrist (italià: Armata della Santa Fede a nostro Signore Gesù Cristo) i els seus membres van ser anomenats sanfedistes.
Els termes "sanfedisme" i "sanfedistes" de vegades es fan servir de manera més general per referir-se a qualsevol exèrcit camperol improvisat de motivació religiosa que va sorgir a la península italiana per resistir a les repúbliques clients franceses acabades de crear.

## Campanya
Ruffo va reclutar els sanfedistes a la seva Calàbria natal. El seu cartell de reclutament del mes de febrer 1799 diu el següent:
"Calabresos valents i valents, uniu-vos ara sota l'estendard de la Santa Creu i del nostre benvolgut sobirà. No espereu que l'enemic arribi a contaminar els barris de casa nostra. Anem a marxar per afrontar-lo, repel·lir-lo, caçar-lo del nostre regne i fora d'Itàlia i per trencar les bàrbares cadenes del nostre sant pontífex. Que la bandera de la Santa Creu li garanteixi la victòria total "

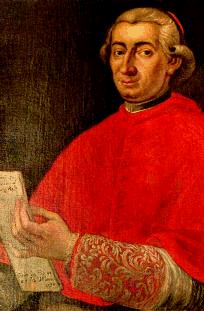
Cardenal Fabrizio Ruffo.

El moviment sanfedista va actuar nominalment en representació de Ferran I de les Dues Sicílies El 25 de gener de 1799, dos dies després de la proclamació de la República Partenopea, Ferran va nomenar Ruffo, mentre que ambdós es van refugiar a Palerm, Sicília, per actuar com a vicari general a la part continental italiana. Ruffo va aterrar a Calàbria el 7 de febrer sense diners ni armes i només vuit companys, però amb una pancarta amb les armes reials en un costat i una creu en l'altre, també amb el lema "In hoc signe vinces". Ruffo va trigar un mes a amassar una força de 17.000; majoritàriament camperols, però també "bandits, eclesiàstics, mercenaris, saquejadors, devots i assassins"
Durant la campanya, Ruffo tenia comunicació amb l'agent de Ferran, Sir John Acton, actualitzant-lo sobre el progrés militar dels sanfedistes:
- "Li prego al rei [de Nàpols] que ordeni almenys mil pistoles i que m'enviïn moltes càrregues de plom" (12 de febrer)
- "Crec que seria convenient enviar una fragata amb morter contra Cotrone i destruir-la absolutament" (26 de febrer)
- "Catanzaro realment es va rendir; molts dels pitjors tipus han estat massacrats, altres fets presoners" (8 de març)
- "Cosenza Cosenza ha estat presa i saquejada" (19 de març)[6]

A finals d'abril, els sanfedistes havien sotmès la totalitat de Calàbria i la major part de la Pulla, i al juny havia començat un setge de la ciutat de Nàpols. En el setge, les forces irregulars sanfedistes van tenir l'ajut per una força naval britànica sota el comandament d'Horatio Nelson, per la qual Ferran li va donar a Nelson el títol de Duc de Bronte, i Nelson va fixar en la seva signatura per la resta de la seva vida. La República Partenopea va col·lapsar el 19 de juny de 1799.
La majoria de les victòries de sanfedistes es van produir en terrenys accidentats, "molt adequats" per a l'estil irregular de guerra que va utilitzar Ruffo.
De manera semblant a altres aixecaments antifrancesos a Itàlia, els sanfedistes no eren, per regla general, amables vers els jueus, que eren percebuts com a partidaris de la ideologia de la Il·lustració. A més, el bisbe Giovanni Andrea Serrao, el líder jansenista al sud d'Itàlia i partidari de la República de Partenopea, va ser executat sumàriament el 24 de febrer de 1799 pels soldats de la guàrdia de Potenza, a mesura que les forces de Ruffo s'apropaven a la ciutat.

## Llegat

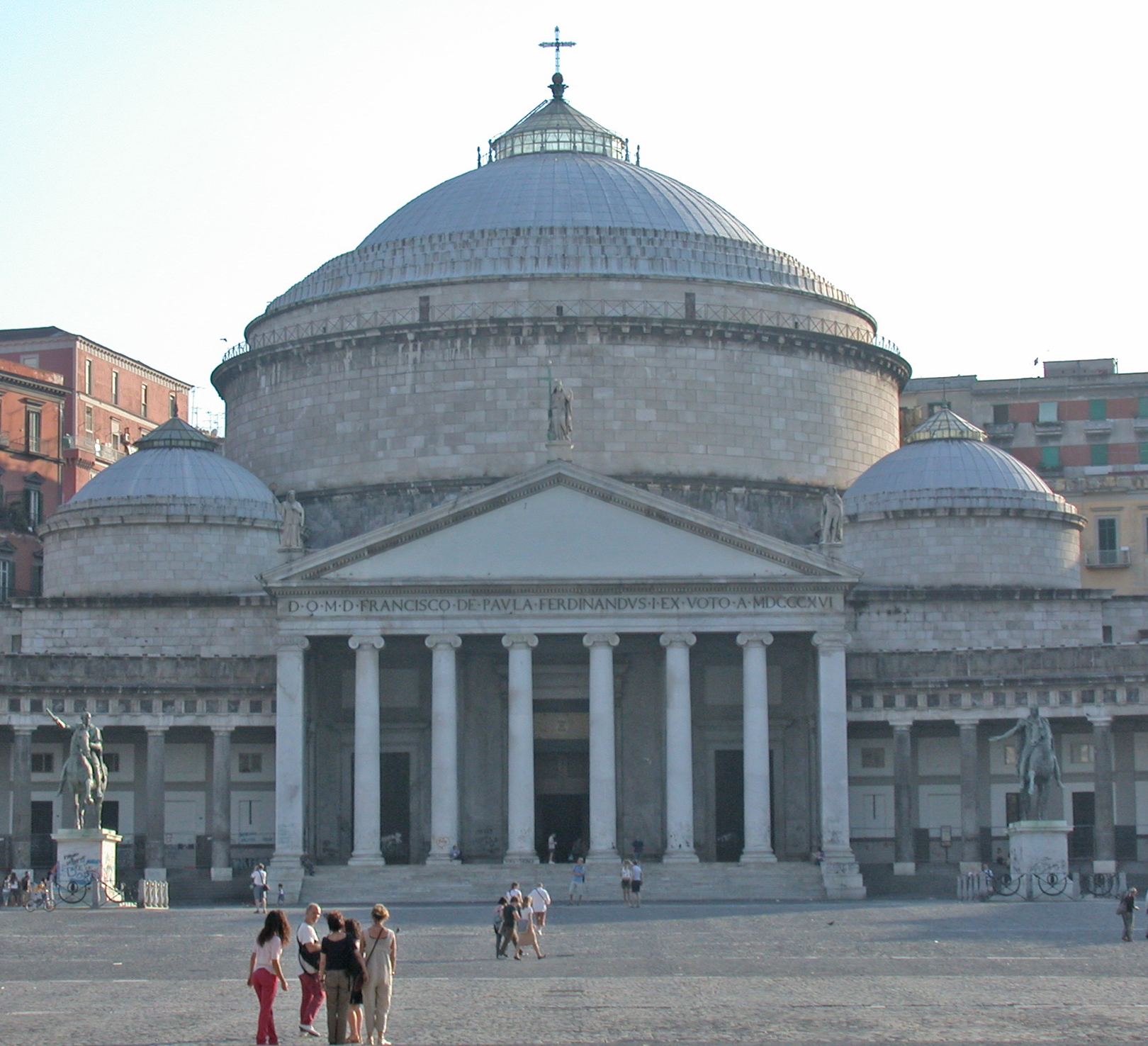
Església de San Francesco da Paola, Naples, en un ponderous acadèmic neoclassical estil, va completar dins 1816 mentre Ferdinand ex voto pel seu retorn.

El paper del cardenal Ruffo en el moviment va ser una font de controvèrsia contemporània, atribuint a Ruffo la crueltat i la mortalitat; els escrits apologistes que el defensen només són vigents pel que fa al saqueig d'Altamura. El nom de sanfedisme en si mateix va ser una font de crítica, anomenada "una paraula sorgida, per la qual aquesta nova fase de la maldat podria ser anomenada" per un contemporani. El sanfedisme i el mateix Ruffo es van convertir en sinònims del "clergat recalcitrant, veritable contrarevolucionari" a diferència dels que eren més simpatitzants de la Revolució Francesa El nom "sanfedistes" també va ser utilitzat per revoltes camperoles borbòniques contra la Casa dels Savoia durant la unificació italiana.
El Canto dei Sanfedisti és encara recordat de memòria entre molts en el Mezzogiorno, i de vegades cantat per grups folklòrics. És una paròdia de La Carmagnole, una popular cançó revolucionària francesa.
Més tard, les visions acadèmiques dels sanfedistes l'han anomenat un grup "contrarevolucionari", però no homogèniament "reaccionari".